# Vadbäcken
Vadbäcken är ett litet vattendrag på Hallandsåsen i Båstads kommun i nordvästra Skåne. Bäcken mynnar i Skälderviken. Bäcken blev år 1997 känd med anledning av en giftskandal i samband med tunnelbygget i Hallandåsen. Vadbäcken blev då förgiftad med akrylamid.